# NGC 94-1
NGC 94-1 (ook wel PGC 1423 of ZWG 479.17) is een lensvormig sterrenstelsel in het sterrenbeeld Andromeda. Het hemelobject ligt dicht bij een ander sterrenstelsel dat het nummer NGC 94-2 draagt.
NGC 94-1 werd op 14 november 1884 ontdekt door de Franse astronoom Guillaume Bigourdan.